# Philippe-Maurice de Hanau-Münzenberg
Philippe Maurice de Hanau-Münzenberg (25 août 1605 - 3 août 1638, à Hanau) est un noble allemand qui succède à son père comme comte de Hanau-Münzenberg en 1612.

## La vie
Philippe Maurice est le fils du comte Philippe-Louis II de Hanau-Münzenberg et son épouse, la princesse Catherine-Belgique d'Orange-Nassau (1578-1648), fille de Guillaume Ier d'Orange-Nassau.
Philippe Maurice a sept ans quand son père meurt et qu'il hérite de Hanau-Münzenberg. Son père a précisé que sa mère, la princesse Catherine-Belgique de Nassau, devait être seule régente et tutrice, et la Chambre impériale le confirme.
À l'âge de huit ans, il est envoyé à l'école qui a été établi après la Réforme, dans les bâtiments de l'ancien monastère à Schlüchtern, qui est aujourd'hui le Ulrich von Hutten-lycée. En 1613, il poursuit ses études à l'Université de Bâle (où son grand-père a également étudié), de Genève et à Sedan. Philippe Maurice est membre de la Société des fructifiants, sous le pseudonyme der Faselnde.
Philippe Maurice est décédé le 3 août 1638, et est enterré dans la crypte de la famille que son père a établi dans l'Église de sainte-Marie de Hanau.

## Règne

### Fin de la régence
Le règne du comte Philippe Maurice commence par une altercation entre lui et sa mère, sur la fin de la régence et la nature et de la taille de son douaire. Elle voulait être co-régente, même après son 25e anniversaire, l'âge de consentement en vertu de la loi, en dépit de l'accord de 1628 et un avis de la Faculté de Droit de l'Université de Marbourg. Philippe Maurice tente d'enlever à sa mère le gouvernement. Ils soumettent leur cas à la Chambre impériale et se sont traités chacun rudement; Philippe Maurice a même enlevé sa mère son palais à Hanau. Cependant, il lui donne une compensation en 1629. D'autre part, Philippe Maurice réussit à régler avec son cousin Jean-Ernest de Hanau-Münzenberg la violente dispute que son père avait eu avec le père de Jean-Ernest, son oncle Albert à propos de la primogéniture et de l'apanage d'Albert.

### La Guerre de Trente Ans et de l'exil
La Guerre de Trente Ans, s'approche de Hanau autour de 1630. Lorsque les troupes impériales atteignent Hanau, Philippe Maurice choisit de se ranger à leur côté, afin de conserver le commandement militaire de sa capitale. Il est nommé Colonel et doit fournir trois compagnies. En novembre 1631, les troupes suédoises occupent Hanau et le roi Gustave Adolphe de Suède entre dans la ville. Philippe Maurice décide alors de changer de côté. Il est un calviniste et pour lui, choisir entre les catholiques avec l'empereur et le roi suédois Luthérien est un choix entre Scylla et Charybde. Gustave Adolphe le nomme au grade de colonel et lui donne un régiment suédois. Comme récompense pour son changement de côté, il lui donne le district d'Orbe et les possessions de l'Électorat de Mayence dans l'ancien Comté de Rieneck et les districts de Partenstein, Lohrhaupten, Bieber et Alzenau. Il donne aux frères de Philippe Maurice, Henri-Louis (1609-1632) et Jean-Jacob (1612-1636) la ville et le district de Steinheim, qui est aussi une ancienne possession de Mayence. Ces biens sont perdus lorsque la partie catholique reprend le dessus après la Bataille de Nördlingen en septembre 1634. A ce moment, Philippe-Maurice fuit à Metz et à partir de là par Chalon, Rouen et Amsterdam chez les Orange-Nassau à la Haye et Delft. Il laisse son plus jeune frère, Jean Jacob, en tant que régent de Hanau, parce qu'il est considéré comme politiquement neutre.
Hanau et sa forteresse restent occupés jusqu'en 1638 par les troupes suédoises, sous le Général Jakob von Ramsay, qui contrôle la campagne environnante de Hanau. Il enlève toute influence à Jean-Jacob et ce dernier quitte la ville.
Hans Jakob Christoffel von Grimmelshausen utilise l'occupation de Hanau par le suédois comme arrière-plan dans son roman picaresque Simplicius Simplicissimus.

### De retour d'exil
De septembre 1635 à juin 1636, Hanau est vainement assiégée par les troupes impériales sous le général Guillaume de Lamboy. Ce siège prouve la valeur du système défensif, qui a été construit quelques années auparavant. Des milliers de réfugiés fuient les villages environnants dans la ville. Après neuf mois de siège, la ville est délivrée par une armée commandée par le comte Guillaume V de Hesse-Cassel. Il est le beau-frère de Philippe-Maurice, dont il a épousé la sœur, Amélie-Élisabeth de Hanau-Münzenberg. Un service religieux a lieu chaque année pour commémorer le soulagement. Après 1800, cette initiative s'est développée dans un Lamboy festival.
En 1637, Philippe Maurice se réconcilie avec le nouvel empereur Ferdinand III et changé de camp encore une fois, de retour du côté catholique. Il est retourné à Hanau le 17 décembre 1637. Le général Ramsay qui ignorait cela a interné Philippe Maurice dans le château de la Ville.
Cependant, le 11 février 1638, Johann Hiver von Güldenborn, major dans l'armée de Hanau, soutenu par des membres de les impériaux, fomenta un coup d'état contre les Suédois. Il les a chassés de Hanau et restauré Philippe Maurice au pouvoir. Le général Ramsay a été arrêté et emmené à Dillenbourg, où il mourut quelques mois plus tard des blessures reçues au cours de cette action.

## Mariage et descendance
Philippe Maurice retourne à Hanau en 1626 et épouse la princesse Sibylle-Christine d'Anhalt-Dessau. Ils ont les enfants suivants :
1. Sibylle Maurice (2 novembre 1630 - 24 mars 1631). Elle est enterrée dans le caveau de la famille dans l'Église sainte-Marie, à Hanau. Les restes sont inhumés en 1879 dans un nouveau cercueil, car l'ancien a pourri[2].
2. Adolphine (31 octobre 1631 – 22 décembre 1631). Baptisée le 4 décembre 1631. Son parrain est le roi Gustave II Adolphe de Suède, avec le comte Reinhard, de Solms, agissant en son nom[3].
3. Philippe-Louis III de Hanau-Münzenberg (1632-1641), qui succède à son père en tant que souverain du comté de Hanau-Münzenberg.
4. Jean-Henri (3 mai 1634[4] – 28 octobre 1634[5] à Metz). Il meurt alors que sa famille a fui de Hanau aux Pays-Bas. En raison de la guerre, il est d'abord enterré à Zweibrücken en 1635. Sa mère veut que son corps soit transporté à Hanau dès qu'il est à nouveau possible, et le 30 novembre 1638, il est enterré dans un cercueil de métal dans le caveau de la famille dans l'Église de sainte-Marie de Hanau.
5. Louise Éléonore Belgica (né le 3 mars 1636 à Metz; décédé plus tard cette année à la Haye, où elle fut enterrée)[6].